# Haapajärvi (sjö i Tervo, Norra Savolax, 62,93 N, 26,69 Ö)
Haapajärvi är en sjö i kommunen Tervo i landskapet Norra Savolax i Finland. Den är 4,2 meter djup. Arean är 37 hektar och strandlinjen är 3,6 kilometer lång. Sjön  ingår i Kymmene älvs huvudavrinningsområde.   Den ligger omkring 50 kilometer väster om Kuopio och omkring 320 kilometer norr om Helsingfors. 